# El Novillo
El Novillo es una localidad del municipio de Centro ubicado en la subregión centro del estado mexicano de Tabasco.

## Geografía
La localidad de El Novillo se sitúa en las coordenadas geográficas 18°10′51″N 92°50′35″O / 18.180833, -92.843056, a una elevación de 1 metro sobre el nivel del mar.

## Demografía
Según el Conteo de Población y Vivienda 2020, efectuado por el Instituto Nacional de Estadística y Geografía, la localidad de El Novillo tiene 41 habitantes, de los cuales 19 son del sexo masculino y 22 del sexo femenino. Su tasa de fecundidad es de 2.35 hijos por mujer y tiene 10 viviendas particulares habitadas.
| Gráfica de evolución demográfica de El Novillo entre 1990 y 2020 |
|                                                                  |
| INEGI.                                                           |